# Laphystia alpheia
Laphystia alpheia är en tvåvingeart som beskrevs av Emile Janssens 1958. Laphystia alpheia ingår i släktet Laphystia och familjen rovflugor. Inga underarter finns listade i Catalogue of Life.